# الدين في نيوزيلندا
الدين في نيوزيلندا بحسب تعداد 2018

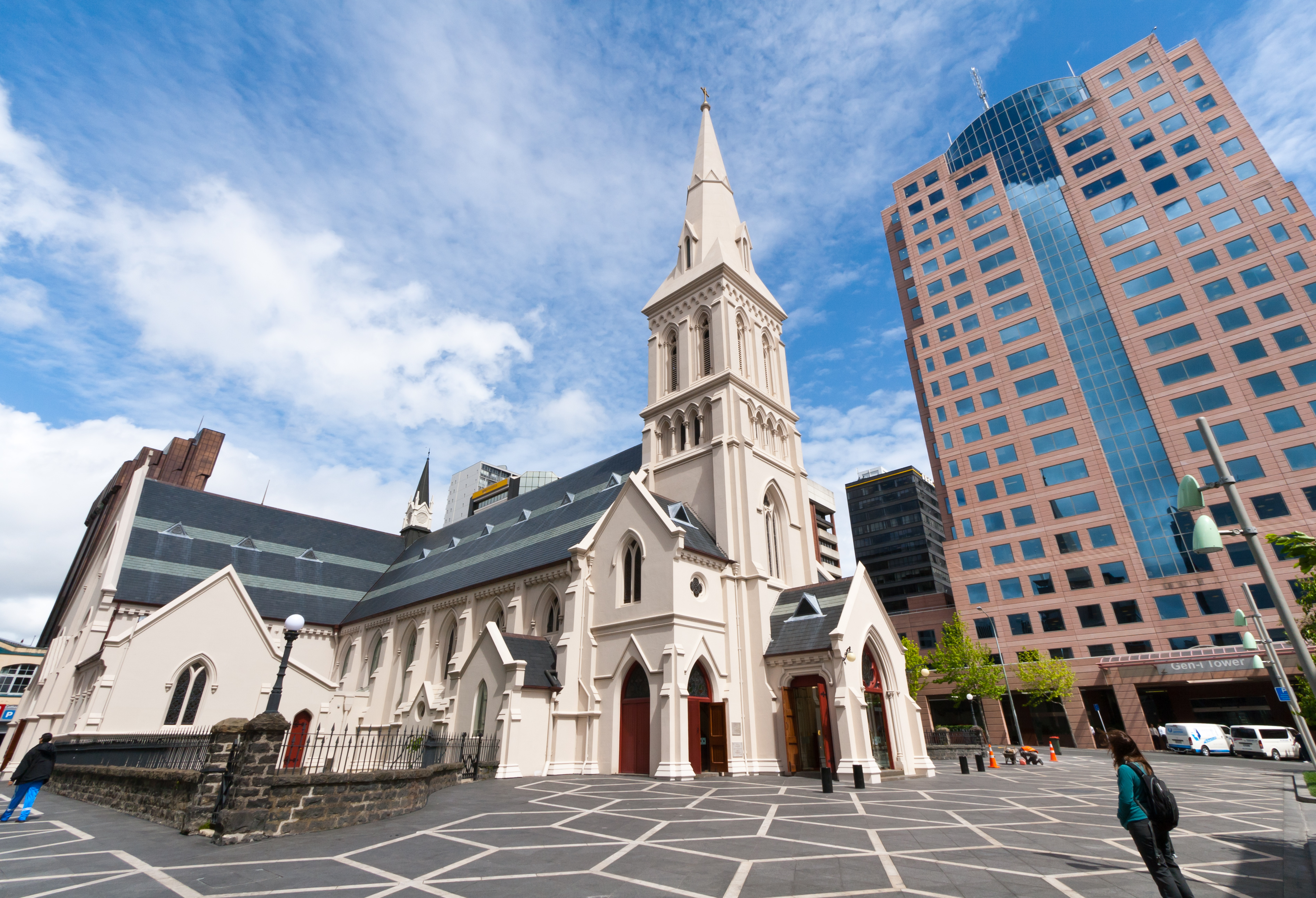
كاتدرائية القديس باتريك في مدينة أوكلاند.

يجمع الدين في نيوزيلندا طيفًا واسعًا من المجموعات والمعتقدات. ومع أن المسيحية في تراجع كبير، فإنها لم تزل أشيَع الأديان بين سكان نيوزيلندا حسب إحصاء عام 2018، الذي عرّف فيه 37 بالمئة من الناس أنفسهم بأنهم مسيحيون. أما ثاني أكثر دين انتشارًا، فهو الهندوسية، وأتباعه نحو 2.6 بالمئة من السكان، والسيخية أسرع الأديان نموًّا في البلاد. يتبع نحو 6 بالمئة من السكان أديانًا غير المسيحية، ونحوُ نصف السكان (48.6 بالمئة) في نيوزيلندا يقولون إنهم لا دين لهم، حسب إحصاء عام 2018، ورفض نحو 6.7 بالمئة منهم أن يصرحوا بأي شيء.
قبل الاستعمار الأوروبي كان الدين الأهلي الماوري أرواحيًا. أول بعثة تبشيرية مسيحية كانت على يد القس الفرنسي بول أنطوان ليونار دو فيفيي، يوم الكريمساس عام 1769. ثم تتالت جهود المبشرين، ومنهم صامويل مارسدن، ونتج عن هذا أن تحول معظم الشعب الماوري إلى المسيحية. جاء معظم المهاجرين الأوروبيين في القرن التاسع عشر من الجزر البريطانية، وأسسوا فرقًا وطوائف مسيحية بريطانية في نيوزيلندا، منها الأنجليكية والكاثوليكية والمشيخية. يميل المهاجرون الاسكتلنديون إلى الاستقرار في أوتاغو، وقد شهد الجنوب بروزًا للطائفة المشيخية، أما الأنجليكانية فسادت في بقية أنحاء البلاد، ولم يزل هذا الأمر مؤثرًا في الناس إلى اليوم حسب ما تظهره الإحصائيات الدينية. بلغت نسبة النيوزيلنديين الذين يدعون الانتساب إلى المسيحية عام 2008 نحو 48 بالمئة، ولكن لم تكن نسبة التردد على الكنائس أكثر من 15 بالمئة رغم هذا.
تراجع عدد الناس المنتسبين إلى المسيحية منذ العقد الأخير من القرن العشرين، وزاد عدد الذين يقولون إنهم لا ينتسبون إلى أي دين. ومع ازدياد الهجرة إلى نيوزيلندا، ولا سيما من آسيا، زادت أعداد المنتسبين إلى أديان غير مسيحية بشكل كبير.
ليس لنيوزيلندا دين دولة رسمي أو أي كنيسة رسمية، ولكن البعض يطالب بأن تصبح الأنجليكانية دين ملك نيوزيلندا الرسمي. لم تزل حرية الاعتقاد محفوظة في نيوزيلندا منذ توقيع معاهدة وايتانغي.

## التاريخ
لعل أول تعميد مسيحي في تاريخ نيوزيلندا كان لرجال الدين الذين احتفل بهم الأب بول أنطوان ليونار دو فيفيي، وهو قسيس الدوميكنيكان الملحق بسفينة القديس يوحنا المعمدان التي كان يقودها الملاح والمستكشف الفرنسي جان فرانسوا ماري دو سورفي. كان فيفيي أول رجل دين مسيحي وطئت رجله أرض نيوزيلندا، والأرجح أنه أقام قداسًا على متن السفينة قرب واتويوي في داوبتلس باي يوم عيد الميلاد عام 1769. ويروى أنه أقام صلوات للمرضى قبل ذلك اليوم، وأقام جنازات مسيحية.

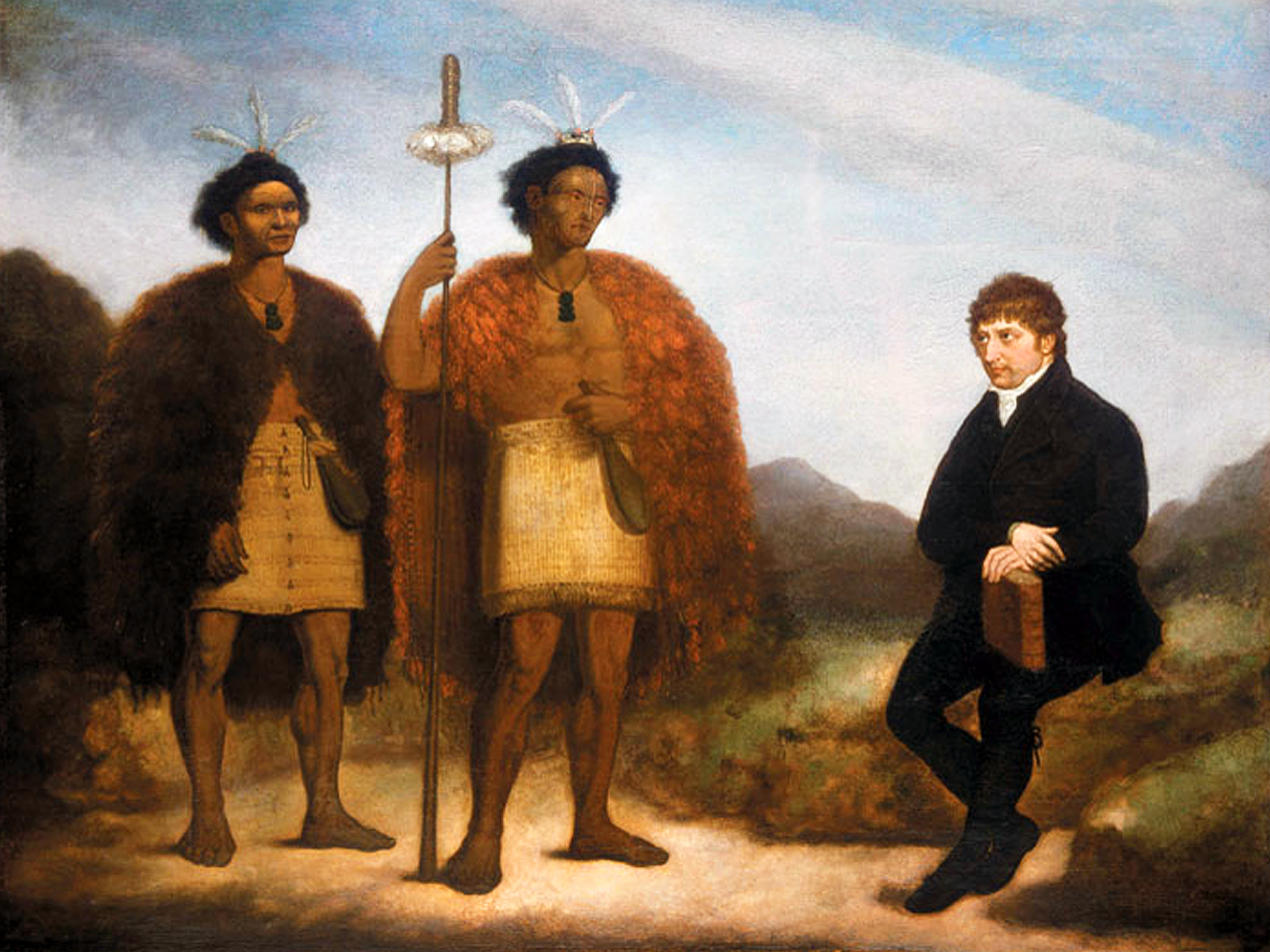
لوحة تعود لعام 1820 تصوّر زعيم قبيلة نغابوهي والزعيم هونغي هيكا والمبشر توماس كيندال.

شهد تاريخ نيوزيلندا بعد وصول الأوروبيين نشاطًا تبشيريًّا كبيرًا، فاعتنق شعب الماوري بعمومه دين المسيحية طواعيةً (قارن هذا بالتحول القسري الذي جرى في أنحاء العالم الأخرى). أرسلت جمعية التبشير التابعة للكنيسة الأنجليكانية إرساليات تبشيرية لتستقر في نيوزيلندا. رُسّم صامويل مارسدن من جمعية التبشير الكنسية (وهو قسيس من نيو ساوث ويلز) في أول طقس ديني أقيم يوم عيد الميلاد في سنة 1814، في خليج أويهي في خليج الجزر، ويعد أول رجل وعظ ومبشّر بالإنجيل في نيوزيلندا. أسست جمعية التبشير الكنسية إرساليتها الأولى في رانغيهوا في خليج الجزائر عام 1814 وفي العقد التالي أسست مزارع ومدارس في المنطقة. في يوليو عام 1823 في ويسليديل، أرسلت أول بعثة تبشيرية ميثودية في نيوزيلندا، وتأسست في كايو قرب ميناء وانغاروا. وصل جان بابتيست بومبايي عام 1838 وأصبح أول أسقف كاثوليكي في نيوزيلندا. نظم بومبايي مع مجموعة من الإخوة المريميين الكنيسة الكاثوليكية في البلاد. في عام 1892 أسست جمعية التبشير الكنسية النيوزيلندية في قاعة كنيسة نيلسون أول الإرساليات التبشيرية التي سترسلها خارج البلاد.
كانت الكنيسة الأنجليكانية الكنيسة الرسمية في إنجلترا، ولكن في القرن التاسع عشر شكك حتى الأنجليكانيون أنفسهم بهذا النظام، أما الفِرق الباقية الأخرى في المستعمرة الجديدة (المشيخيون والميثوديون والكاثوليك، على سبيل المثال) فكانوا يفضلون الوضع القائم الذي يسمح بوجودهم.
أقيم أول طقس ديني يهودي في نيوزيلندا في يوم 7 يناير عام 1843 في ويلنغتون، مع أن أفرادًا من اليهود كانوا من بين أول المستكشفين والمقيمين.
جاءت أمواج المهاجرين بأديانها ومعتقداتها (المسيحية غالبًا) معها. عكس التوزع الطائفي الأولي في نيوزيلندا حقيقة أن المجتمعات المهاجرة المحلية بدأت صغيرة وكانت في معظم الأحوال آتية من مناطق صغيرة في أرياف بريطانيا العظمى. نتيجة لهذا، مع حلول وقت إحصاء عام 1921، لم يكن للمسيحيين من غير الماوريين أي توزع منتظم، ولكن المشيخيين كانوا السائدين في أوتاغو وساوثلاند، والأنجليكان في فارنورث، وإيست كيب ومناطق متعددة أخرى منها شبه جزيرة بانكس، أما الميثودية فازدهرت في تاراناكي وماناواتو. في الأثناء كانت الكاثوليكية هي الدين السائد في وإقليم الساحل الغربي الغني بمناجم المعادن، وفي منطقة أوتاغو الوسطى. أصبحت الكنيسة الكاثوليكية معروفة في البلد في أوائل القرن العشرين وأواسطه لموقفها القوي من التعليم وتأسيسها لأعداد كبيرة من المدارس، ولكنها مع هذا لم تكن سائدة من حيث أعداد المنتسبين إليها.
بدءًا من العقد السابع من القرن العشرين، تراجعت عضوية الكنيسة وارتيادها، وفي عام 2013 صرح 42 بالمئة من السكان أنهم بلا دين. أدت موجات الهجرة منذ 1991 إلى نمو سريع في أعداد معتنقي أديان منها الهندوسية والبوذية والسيخية، لا سيما في أوكلاند.
وفقًا لمسح بياني جرى في عام 2019، فإن 4 من كل 10 نيوزيلنديين لا يثقون بالمسيحيين الإنجيليين.

## التركيبة السكانية

### الانتساب الديني
جمعت الإحصائيات النيوزيلندية معلومات عن الانتساب الديني منذ عام 1851. تبين خدمة إحصاءات نيوزيلندا:
يتنوع الانتساب الديني والاهتمام بالمنظمات الدينية، ويمكن استخدامه كعنصر مفسر في دراسات عن مواضيع مثل إقامة الزواج وحلّه بالطلاق ومعدلات الخصوبة والدخل.
من التعقيدات في تفسير بيانات الانتساب الديني في نيوزيلندا: كثرة أعداد الذين يرفضون أن يجيبوا السؤال، وكانو نحو 173 ألفًا في عام 2013. معظم التقارير التي تظهر النسب المئوية مبنية على عدد الإجابات الإجمالي، لا على عدد السكان.
في أوائل القرن العشرين أظهرت بيانات الإحصاء في نيوزيلندا أن الأغلبية العظمى من النيوزيلنديين ينتسبون إلى المسيحية. وفي عام 1921، كانت النسب بين غير الماوريين: 45% من الأنجليكان، و19.9% من المشيخيين، و13.6% من الكاثوليك، و9.5% من الميثوديين، و11.2% من طوائف أخرى. لم تتح الإحصائيات عن الماوريين إلا بعد عام 1936، إذ كان 35.8% منهم من الأنجليكان، و19.9% من الراتانا، و13.9% من الكاثوليك، و7.2% من الرينغاتو، و7.1% من الميثوديين، و6.5% من قديسي اليوم الآخر، و8.3% من طوائف أخرى، حسب هذا الإحصاء.
ازداد عدد السكان بنسبة 7.8% بين إحصاء عام 2001 وإحصاء عام 2006. وكانت أهم نزعة في الدين عبر الوقت، ازدياد أعداد الذين يصرحون بعدم انتسابهم إلى أي دين بنسبة 26.2%.

#### إحصائيات الانتساب الديني
قد لا يكون مجموع النسب المئوية في الإحصائيات الرسمية 100% إذ إن بعض الناس ينتسب إلى دينين أو أكثر. يكون تحديد النزعات بناءً على تغير النسب المئوية من السكان، لا بناءً على عدد المنتسبين.
كان إحصاء عام 2018 ذا نسبة استجابة منخفضة بلغت 83%. حسبت منظمة إحصائيات نيوزيلندا إحصاء عام 2018 بناءً على مزيج من إجابات إحصاء عام 2018 (82.9%) وإجابات إحصاء عام 2013 (8.2%) ونسبة العزو، أي إجابة الإنسان عن غيره افتراضيا (8.8%). يُدّعى أن النتائج الحاصلة نتائج عالية الجودة، ولكنها غير موثوقة مئة في المئة.